# Comantenna gesinae
Comantenna gesinae is een eenoogkreeftjessoort uit de familie van de Aetideidae. De wetenschappelijke naam van de soort is voor het eerst geldig gepubliceerd in 2002 door Schulz.